# غراهام إي. بيل
غراهام إي. بيل (بالإنجليزية: Graham E. Bell)‏ هو عالم فلك أمريكي، ولد في القرن العشرين.